# Montfuron
Montfuron é uma comuna francesa na região administrativa da Provença-Alpes-Costa Azul, no departamento dos Alpes da Alta Provença. Estende-se por uma área de 18,88 km². Em 2010 a comuna tinha 225 habitantes (densidade: 11,9 hab./km²).